# Elattoneura leucostigma
Elattoneura leucostigma är en trollsländeart som först beskrevs av Fraser 1933.  Elattoneura leucostigma ingår i släktet Elattoneura och familjen Protoneuridae. IUCN kategoriserar arten globalt som akut hotad. Inga underarter finns listade i Catalogue of Life.